# 馬庫什哈
50°30′3″N 33°0′33″E / 50.50083°N 33.00917°E
馬庫什哈（烏克蘭語：Макушиха），是烏克蘭北部的村莊，隸屬切爾尼希夫州的普里盧基區。該村面積0.98平方公里，海拔高度164米，2006年人口298，人口密度每平方公里305.3人。